# Резонанс Фано

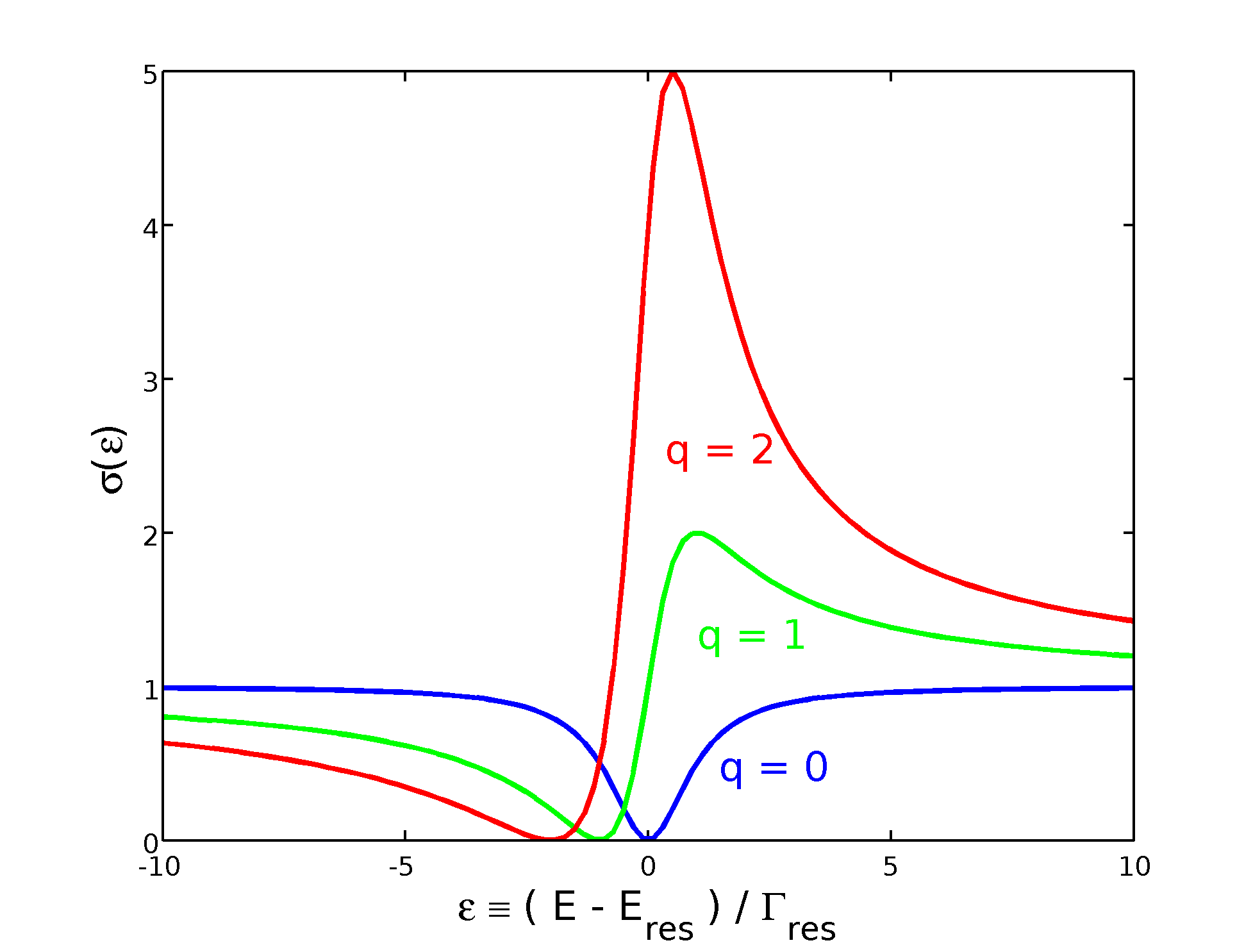
Форма резонансу Фано для різних q

Резонанс Фано — особлива асиметрична форма спектральної лінії, що виникає внаслідок інтерференції одночасного розсіяння одночасно на дискретному стані й станах із неперервним спектром. Форма лінії описується формулою
{\displaystyle \sigma ={\frac {(E-E_{0}+q\Gamma /2)^{2}}{(E-E_{0})^{2}+(\Gamma /2)^{2}}}},
де q — певний параметр, що визначає відносний внесок розсіяння на неперервному спектрі та дискретному стані, {\displaystyle E_{0}} — енергія дискретного рівня, {\displaystyle \Gamma } — ширина лінії. Характерною особливістю резонансу Фано є спектральна область, де хвилі, розсіяні від неперервного спектру й дискретного рівня, гасять одна одну, що проявляється в появі провалу. При {\displaystyle q=0} дискретний рівень проявляється в спектрі тільки у вигляді провалу на неперервному тлі, при {\displaystyle q} форма лінії наближається до лоренцової кривої, або кривої Брейта-Вігнера, як її називають у ядерній фізиці. 
Явище має ім'я італійського фізика Уго Фано.